# Ouragan Esther (1961)
Pour les articles homonymes, voir Esther.
L’ouragan Esther est le cinquième système tropical et le cinquième ouragan de la saison cyclonique 1961 dans l'océan Atlantique. Ce cyclone tropical cap-verdien a atteint la catégorie 4 de l'échelle de Saffir-Simpson a passé la majorité de sa vie en mer avant de frôler île de Nantucket à la catégorie 3, de toucher le Cap Cod redescendu au niveau de tempête tropicale puis la côte du Maine aux États-Unis après avoir effectué une boucle anticyclonique inhabituelle dans l'Atlantique. Par la suite, il est devenu un cyclone extratropical et a traversé l'est du Canada.
Esther a tué indirectement sept personnes quand un avion de la United States Navy s'est écrasé en mer au nord des Bermudes, l'un des seuls cyclones tropicaux à causer un tel accident dans les annales. Il a fait également pour 6 millions $US (1961) en dommages le long de la côte est des États-Unis et du Canada.
Cet ouragan est également le premier système tropical à faire l'objet d'un ensemencement de son œil avec de l'iodure d'argent dans une expérience conjointe entre la Navy et le Weather Bureau des États-Unis pour voir si cela pouvait le faire faiblir. Les résultats des deux vols effectués dans la tempête ont mené à la mise sur pied du programme Stormfury en 1962.

## Évolution météorologique
Le 10 septembre 1961, une onde tropicale ayant un potentiel de développement a été repérée sur le centre de l’Atlantique sur les images du satellite météorologique. Esther est ainsi le premier ouragan dont la genèse a été identifié grâce à ce moyen, bien qu’il ne soit pas le premier à être vu par satellite. Les orages se sont graduellement mieux organisés autour de l’onde et une dépression tropicale est apparue le 11 septembre. Se dirigeant vers le nord-ouest, elle est devenue la tempête tropicale Esther le lendemain.
L’intensification s’est poursuivie rapidement et Esther est devenu un ouragan de catégorie 1 dès le 12 septembre avant que la trajectoire change vers l’ouest à la suite de l’influence de l’anticyclone subtropical au nord du système. Le 13 septembre, Esther était déjà à la catégorie 3, un ouragan majeur, et pour les quatre jours suivants a continué à se creuser et à se déplacer vers l’ouest-nord-ouest pour atteindre la catégorie 4. Le 18 septembre, Esther a atteint son maximum avec des vents de 235 km/h en approchant la côte est des États-Unis.
Il est ensuite entré sous la circulation d’un creux barométrique d’altitude et s'est dirigé vers le nord-ouest, menaçant la Nouvelle-Angleterre, mais s’est graduellement affaiblie sur des eaux plus froides. Esther a donc frôlé Nantucket le 21 septembre avant de faire une boucle dans le sens des aiguilles d’un montre vers le sud-est au-dessus de l’Atlantique et de redescendre au niveau de tempête tropicale. Terminant la boucle près du Cap Cod, elle s’est dirigée ensuite vers la côte du Maine qu’elle toucha le 26 septembre.
Esther est finalement devenue un cyclone extratropical en traversant cet État et est ensuite entrée sur le Québec. Le cyclone a traversé l’estuaire du fleuve Saint-Laurent pour y être absorbé par une dépression des latitudes moyennes le 27 septembre. Ce dernier s'est dirigé ensuite vers le nord-est.

## Préparatifs
Le National Weather Service (NWS) a émis des avertissements de coups de vent et une veille d’ouragan pour la côte des Carolines de Myrtle Beach, Caroline du Sud, à Norfolk, Virginie, et un avertissement de Cherry Point, Caroline du Nord, au caps de Virginie quand Esther a menacé de toucher terre dans ces régions. Des veilles et avertissements ont également été émis le 19 septembre de Cape May (New Jersey) à la côte du Massachusetts. Les veilles et avertissements d’ouragans ont ensuite été déplacés vers le nord à mesure qu’Esther longeait la côte.
À Norfolk, Virginie, entre 10 000 and 15 000 personnes ont été évacués vers des refuges le 19 septembre mais elles ont pu retourner chez elles le lendemain alors que l’ouragan est passé bien au large. Cette évacuation a été qualifiée par le bureau local du NWS comme le meilleur exercice du genre à l’époque.

## Impact

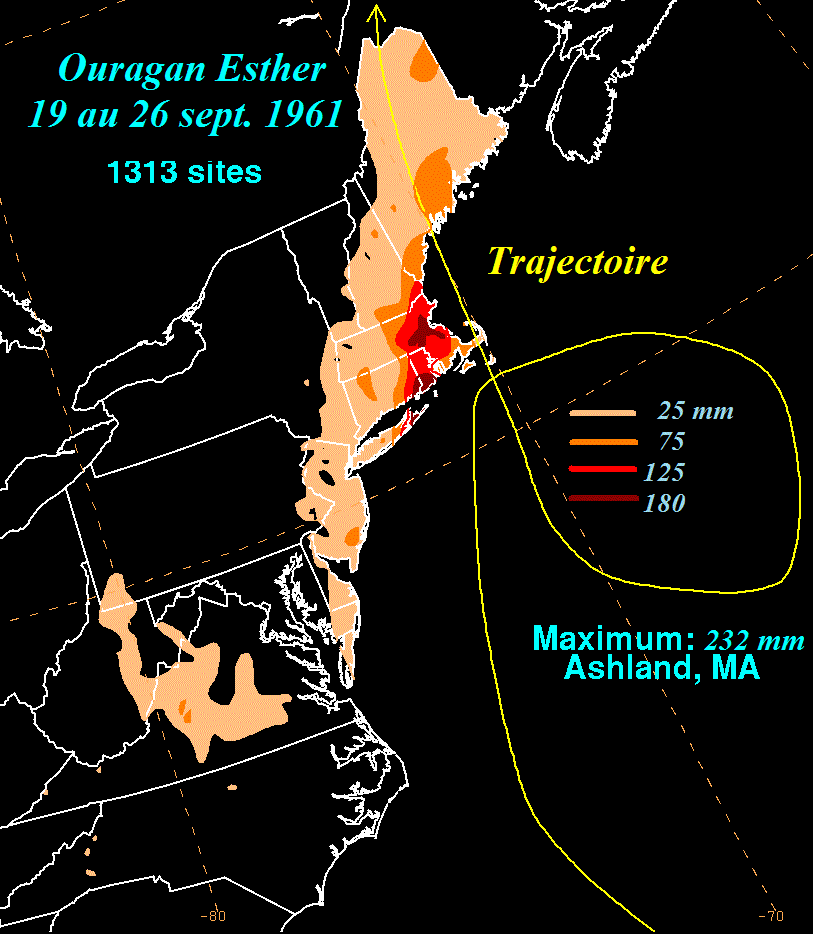
Accumulations de pluie laissées par Esther aux États-Unis

Les dommages d’Esther n’ont pas été très importants, estimés à 6 millions $US de 1961, malgré son intensité car sa vie s'est passée surtout en mer. Cependant, le nom n’a pas été utilisé à nouveau et n’a jamais été inclus dans la liste des noms suggérés des ouragans créée par l’Organisation météorologique mondiale en 1970.

### États-Unis
En Caroline du Nord et en Virginie, le bord externe de l’ouragan a donné des vents soutenus de 55 km/h avec des rafales de 95 km/h. L’onde de tempête a donné une surcote allant jusqu’à 1,8 m à Wilmington et causé des inondations mineures. L’érosion des plages a aussi été mineure dans les Outer Banks et dans le sud-est de la Virginie. L’effet ne fut pas pire que pour les tempêtes du Cap Hatteras hivernale.
Au Maryland et au Delaware, de fortes pluies, des coups de vent et une surcote de 2 m ont été signalés. Les rafales ont atteint 70 km/h à Ocean City (Maryland) et des inondations mineures ont causé des dégâts au mur littoral et à la promenade.
Des dégâts mineurs à modérés ont été signalés le long de la côte du New Jersey et de New York, surtout sur Long Island. Des rafales de 111 km/h ont soufflé à Atlantic City (New Jersey) et de 160 km/h à la station de Fire Island de la Garde-côtes. Les vents ont causé des bris et des pannes électriques. Les transports publics ont été perturbés par les pannes et quelques inondations mineures sont survenues à Queens et Brooklyn.
En Nouvelle-Angleterre, les vents violents sur l’est du Massachusetts et le sud du New Hampshire n’ont fait que peu de dégâts, surtout des bris d’arbres et de lignes électriques. Le total de pluie, en deux épisodes, a été de 25 à 75 mm dans le sud du Maine, de 150 mm dans la région de Boston et de 232 mm à Ashland (Massachusetts),. La tempête a creusé un canal entre Smith's Point et le reste de Nantucket qui a été comblé ensuite (pour être à nouveau recoupé et reconnecté en 2009 par une autre tempête).

### Canada
L’ouragan a été déclassé en cyclone extratropical en entrant au Canada. Aucun dommage n’a été signalé.

### En mer
Un hydravion Martin P5M Marlin de la United States Navy s’est abimé en mer à environ 195 km au nord des Bermudes. Le navire marchand African Pilot qui passait dans le secteur a pu récupérer trois survivants, les sept autres membres de l’équipage n’ont pu sortir de l’appareil après l’amerrissage. Le mauvais temps et les fortes vagues ont rendu les secours difficiles. Les survivants ont raconté que l’un des moteurs de l’avion est tombé en panne et que le courant a été perdu ce qui a empêché l’équipage de larguer le réservoir d’essence supplémentaire et de fermer automatiquement la soute à bombes, ce qui aurait causé la perte d’altitude. Avant de pouvoir refermer manuellement la soute, l’avion était déjà dans les flots dans une zone infestée de requins et les rescapés ont dit avoir été attaqués.

## Programme Stormfury
Esther a été l'un des cyclones tropicaux étudié qui a mené au programme Stormfury. Le 16 septembre, la Navy envoya un avion dans l’œil du cyclone à environ 645 km au nord-est de Porto Rico où il a laissé tomber des contenants d’iodure d’argent,. L’ouragan a semblé faiblir légèrement après l’ensemencement, environ 10 %. L’avion est donc revenu le lendemain mais cette fois le contenant est tombé en dehors du mur de l’œil et l’ouragan a poursuit son développement. Grâce à ce demi-succès, la Navy et le Weather Bureau des États-Unis ont pu poursuivre les expériences.

### Source
- (en) Cet article est partiellement ou en totalité issu de l’article de Wikipédia en anglais intitulé « Hurricane Esther (1961) » (voir la liste des auteurs).